# Fragata Sarmiento (película)
Fragata Sarmiento  es una película argentina dirigida por Carlos Borcosque sobre su propio guion que se estrenó el 22 de mayo de 1940 y que tuvo como protagonistas a Alita Román, Ángel Magaña, Felisa Mary y Oscar Valicelli.

## Sinopsis
Narra la historia del buque que sirvió durante muchas generaciones como escuela para la formación de marinos.

## Reparto
- Armando Bo
- Adrián Cuneo
- Enrique Giacovino
- Ricardo Grau
- Gloria Grey
- Tito Gómez
- Alfredo Jordan
- Amelia Lamarque
- Mecha López
- Ángel Magaña
- Felisa Mary
- Mario Medrano
- Mecha Midón
- Reynaldo Mompel
- Percival Murray
- Roberto Ratti
- Alita Román
- Silvana Roth
- Semillita
- Carlos Thompson
- Oscar Valicelli
- Pablo Cumo
- Cayetano Biondo

## Críticas
Para la crónica de La Nación el filme "expone con decoro, aunque a ratos adopte un tono declamatorio escolar, la formación de los marinos argentinos" y Manrupe y Portela opinan que es "todo un clásico de film-exaltación a un arma, donde prevalece el gran despliegue a gusto y placer de un director cómodo en lo suyo".